# Планеты за пределами орбиты Нептуна

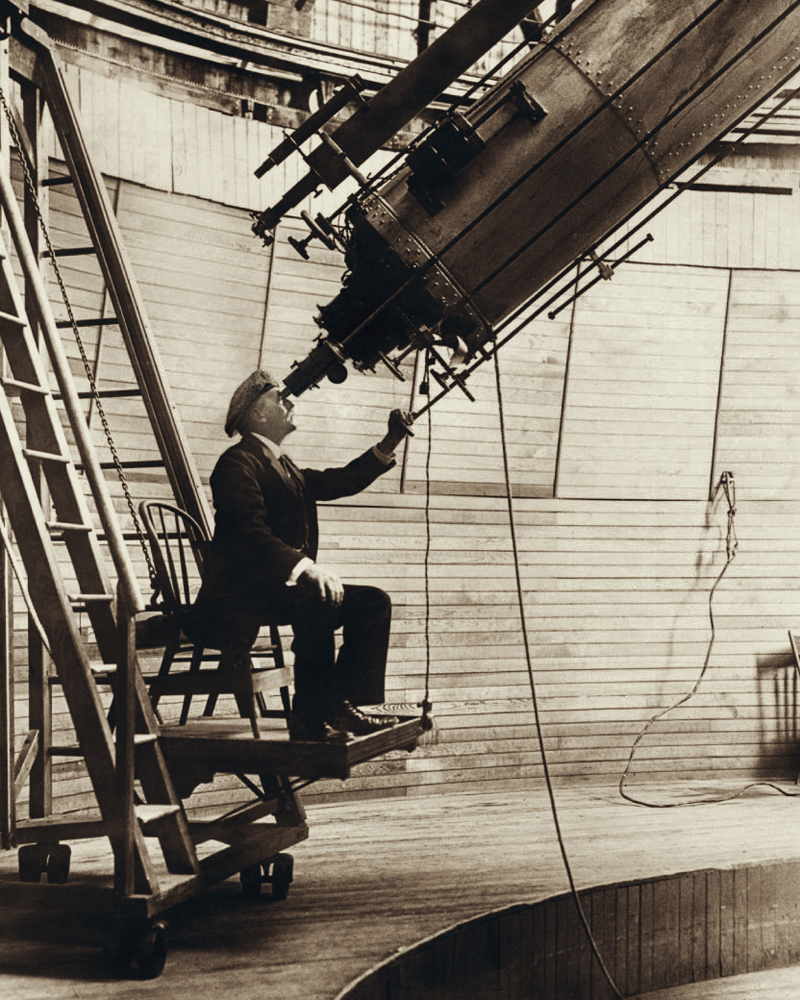
Персиваль Лоуэлл, автор гипотезы о «планете X».

После открытия Нептуна в 1846 году бытовало мнение, что за его орбитой может существовать ещё одна планета. В середине XIX века начались её поиски. В начале XX века за поиски «планеты X» взялся Персиваль Лоуэлл. Гипотезой о планете X он объяснял различия между рассчитанными и фактическими орбитами газовых гигантов, в частности, Урана и Нептуна, считая, что эти отклонения вызываются гравитацией большой невидимой девятой планеты.
Казалось, что открытие Плутона, совершённое астрономом Клайдом Томбо в 1930 году, подтверждает гипотезу Лоуэлла: до 2006 года Плутон официально считался девятой планетой. В 1978 году, после открытия Харона, выяснилось, что масса Плутона слишком мала, чтобы его гравитация влияла на газовые гиганты. Это обусловило кратковременный интерес к «десятой планете». В начале 1990-х годов её поиски почти прекратились, поскольку в результате исследования данных, поступивших от космического зонда «Вояджер-2», оказалось, что отклонения орбиты Урана объясняются недооценкой массы Нептуна. После 1992 года, в результате открытия многочисленных транснептуновых объектов, встал вопрос, следует ли и дальше считать Плутон планетой, или, возможно, его и его «соседей» следует отнести к новому особому классу объектов, как это было сделано в случае с астероидами. Хотя некоторые большие члены этой группы сначала считались планетами, в 2006 году Международный астрономический союз переквалифицировал Плутон и его крупнейших соседей в карликовые планеты, вследствие чего в Солнечной системе осталось лишь восемь планет.
Современное астрономическое сообщество в основном склоняется к мысли, что «планета X», как и считалось изначально, не существует или по крайней мере не обнаружена. Впрочем, гипотезой о существовании планеты X некоторые астрономы объясняют другие аномалии внешних областей Солнечной системы. В массовой культуре и даже в некоторых астрономических кругах термином «планета X» называют любую неоткрытую планету внешней части Солнечной системы, безотносительно к её отношению к гипотезе Лоуэлла. Кроме того, различные данные свидетельствуют также о существовании других транснептуновых планет.

## Первые гипотезы

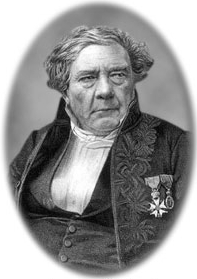
Жак Бабинэ, один из первых авторов гипотезы о существовании транснептуновой планеты

В 1840-х годах французский математик Урбен Леверье, используя законы ньютоновской (классической) механики, проанализировал возмущения орбиты Урана и выдвинул гипотезу, что они вызваны гравитацией ещё не открытой планеты. Леверье определил, каким должно быть положение этой новой планеты на небе, и направил свои расчёты немецкому астроному Иоганну Готтфриду Галле. 23 сентября 1846 года, в ночь сразу после получения письма, Галле вместе со своим учеником Генрихом Луи Д’Арре открыли Нептун — именно там, где указал Леверье. Но в движении газовых гигантов — Урана и Нептуна — всё равно наблюдались отклонения. Их наличие свидетельствовало в пользу того, что за орбитой Нептуна существует ещё одна планета.
Ещё до открытия Нептуна бытовала идея, что объяснить все отклонения наличием только одной планеты невозможно. 17 ноября 1834 года британский астроном-любитель Томас Джон Хасси вёл беседу с французским астрономом Алексисом Буваром и Джорджем Бидделлем Эйри, британским королевским астрономом. Хасси сказал, что, когда он выразил идею Бувара о том, что непривычное движение Урана может объясняться гравитационным воздействием ещё не открытой планеты, тот отметил, что эта идея тоже приходила ему в голову и что он уже обсуждал её с Петером Андреасом Ганзеном, директором Зиберзской обсерватории в Готе (Тюрингия, Германия). По мнению Ганзена, полностью объяснить движение Урана наличием лишь одного космического тела нельзя, поэтому он предположил, что за орбитой Урана есть ещё две планеты.
В 1848 году Жак Бабинэ подверг сомнению расчёты Леверье, утверждая, что наблюдаемая масса Нептуна меньше, а орбита — больше, чем тот предполагал. Бабинэ выдвинул гипотезу, что за орбитой Нептуна должна существовать другая планета с массой примерно в 12 раз больше массы Земли, — он назвал её «Гиперион». Леверье эту гипотезу отверг со словами: «Определить положение другой планеты нет никакой возможности — разве что гипотезой, в которой воображение играет слишком большую роль».
В 1850 году Джеймс Фергюсон, астроном-ассистент в Военно-морской обсерватории США, отметил, что он «потерял» звезду, которую наблюдал, — GR1719k. Лейтенант Мэтью Мори, руководитель обсерватории, назвал её свидетельством в пользу того, что это новая планета. Дальнейшие поиски не позволили выявить «планету» в другом положении, а в 1878 году Петерс, директор Обсерватории Колледжа Гамильтона в Нью-Йорке, продемонстрировал, что звезда на самом деле не исчезла: предварительные результаты были следствием человеческой ошибки.
В 1879 году Камиль Фламмарион отметил, что афелии комет 1862 III (комета Свифта-Туттля) и 1889 III составляют, соответственно, 47 и 49 а. е., и предположил, что расстояние соответствует орбитальному радиусу неизвестной планеты, которая превратила их орбиты в эллиптические. Астроном Джордж Форбс на основании этих фактов пришёл к выводу, что вне Нептуна должны существовать две планеты. Исходя из того, что афелии четырёх комет достигают расстояния примерно в 100 а. е., а афелии следующих шести — до 300 а. е., он рассчитал орбитальные элементы пары гипотетических транснептуновых планет. Эти элементы в целом совпали с теми, которые независимо вычислил другой астроном по имени Дэвид Пек Тодд, что дало основания считать их действительными. Впрочем, скептики утверждали, что орбиты комет, которые принимали участие в расчётах, слишком неопределённы для получения надёжных результатов.
В 1900 и 1901 годах директор Гарвардской обсерватории Уильям Генри Пикеринг совершил две попытки отыскать транснептуновые объекты. Первую из них начал датский астроном Ханс Эмиль Лау: исследовав данные по орбите Урана с 1890 по 1895 год, он пришёл к выводу, что объяснить несоответствия его орбиты наличием только одной транснептуновой планеты нельзя, и выдвинул предположение о положениях двух планет, наличие которых, по его мнению, могло бы их объяснить. Второе поисковое исследование началось, когда Гэбриел Даллет допустил, что движение Урана можно объяснить наличием одной транснептуновой планеты на расстоянии 47 а. е. Пикеринг согласился проверить пластинки на наличие любых подозрительных планет. В обоих случаях ничего найти не удалось.
В 1909 году Томас Джефферсон Джексон Си, астроном с репутацией эгоцентричного спорщика, заявил, что «за орбитой Нептуна находятся, безусловно, одна, скорее всего — две или, возможно, три планеты». Назвав ориентировочно первую из этих планет «Океаном», он обозначил расстояния этих планет от орбиты Солнца как равные 42,56 и 72 а. е. Он не дал никаких пояснений тому, как установил эти расстояния, и не было зафиксировано никаких данных по поиску им этих планет.
В 1911 году британский индийский астроном Венкатеш Кетакар повторно проанализировал схемы движения спутников Юпитера, созданные Пьером-Симоном Лапласом, и, применив их к внешним планетам, выдвинул предположение о существовании двух транснептуновых планет, которым он дал имена «Брахма» и «Вишну». Три внутренних галилеевых спутника Юпитера — Ио, Европа и Ганимед — находятся в сложном резонансном движении с отношениями 1:2:4 («резонанс Лапласа»). Кетакар предположил, что Уран, Нептун и гипотетические транснептуновые планеты тоже связаны резонансом вроде Лапласового. По этим расчётам, для Брахмы среднее расстояние должно составлять 38,95 а. е., а орбитальный период — 242,28 земных лет (резонанс 3:4 с Нептуном). Плутон, который был открыт 19 годами спустя, вращается вокруг Солнца на среднем расстоянии 39,48 а. е. и имеет орбитальный период 248 земных лет — то есть параметры его орбиты оказались близкими к допущенным Кетакаром (Плутон находится в резонансе 2:3 с Нептуном). Кетакар не делал никаких предположений относительно элементов орбиты, кроме среднего расстояния и периода. Как Кетакар их рассчитал, неизвестно; вторая планета, о существовании которой он говорил, Вишну, найдена не была.

## Планета X и Плутон
В 1894 году с помощью Уильяма Пикеринга зажиточный бостонец Персиваль Лоуэлл основал Лоуэлловскую обсерваторию во Флагстаффе (Аризона, США). В 1906 году, стремясь найти объяснение загадкам в положении орбиты Урана, он начал масштабный проект по поиску транснептуновой планеты, которую он назвал «Планета X» («Planet X»). В этом названии присутствует игра слов: «X» здесь символизирует неизвестное и произносится как буква X, а не римская цифра «10»; одновременно «Planet X» воспринимается как «Десятая планета» (хотя планета Икс должна была стать девятой, а не десятой). Лоуэлл надеялся отследить планету Икс, чтобы вернуть доверие к себе как к учёному, поскольку это доверие значительно уменьшилось за его сильно осмеянной учёными веры в то, что каналоподобные фигуры на поверхности Марса являются каналами, созданными высокоразвитыми существами.
Прежде всего Лоуэлл сосредоточил усилия на поисках в районе эклиптики — плоскости, окружённой зодиакальными созвездиями, в которой вращаются вокруг Солнца все планеты. Используя 5-дюймовую камеру, он с помощью увеличительного стекла вручную проанализировал более 200 трёхчасовых экспозиций, но не нашёл ни одной планеты. В тот момент Плутон находился слишком высоко над плоскостью эклиптики и не попал в область поисков. Проверив возможные прогнозируемые места, Лоуэлл осуществил второй этап поиска; он продолжался с 1914 по 1916 год. В 1915 году он опубликовал свои «Мемуары о транснептуновой планете» (Memoir of a Trans-Neptunian Planet), в которых пришёл к выводу, что планета Икс имеет массу примерно в семь раз больше массы Земли (то есть половину массы Нептуна) и вращается вокруг Солнца на среднем расстоянии 43 а. е. Он предположил, что планета Икс — это крупный объект с низкой плотностью и высоким альбедо — как у газовых гигантов. При таких характеристиках её диск должен быть виден под углом примерно в одну угловую секунду, а её видимая звёздная величина составит 12-13 — то есть она будет достаточно яркой, чтобы её можно было заметить.
Независимо от Лоуэлла Пикеринг в 1908 году заявил, что, проанализировав отклонения орбиты Урана, он обнаружил девятую планету. Эта гипотетическая планета — он назвал её «планета О», поскольку следующей буквой после «N» (Нептун) является «O», — имеет средний орбитальный радиус 51,9 а. е. и орбитальный период 373,5 года. На пластинках, взятых в его обсерватории в Арекипе (Перу), найти планету с такими характеристиками не удалось. Впоследствии британский астроном Филипп Герберт Коуэлл продемонстрировал, что отклонения, наблюдаемые в движении Урана, почти исчезают, если учесть его перемещения по долготе. Лоуэлл, несмотря на свои близкие отношения с Пикерингом, самостоятельно отверг возможность существования планеты О, отметив: «Эта планета очень справедливо названа „О“ — ведь это ничто» (в английском языке «О» означает «ноль», «ничто»). Пикеринг не знал, что на четыре фотографических пластинки, полученных астрономами Обсерватории Маунт-Вилсон во время поисков планеты О в 1919 году, попал, в частности, и Плутон: это выяснилось много лет спустя. Пикеринг продолжал предположения о существовании многих других транснептуновых планет до 1932 года, называя их P, Q, R, S, T и U. Ни одна из них не была найдена.

### Открытие Плутона
После неожиданной смерти Лоуэлла в 1916 году поиски планеты Икс временно прекратились. По словам его друга, несостоятельность найти эту планету «почти убила его». Констанция Лоуэлл, вдова Персиваля Лоуэлла, чтобы завладеть миллионом долларов наследства мужа, постепенно втянула обсерваторию в длительные юридические тяжбы. В результате поиски планеты Икс не удавалось завершить в течение нескольких лет.
В 1925 году обсерватория получила стеклянные диски для нового 13-дюймового широкоугольного телескопа для продолжения поисков, сконструированного на средства Джорджа Лоуэлла, брата Персиваля. В 1929 году директор обсерватории Уэсто Мелвин Слайфер, недолго колеблясь, передал работу по поиску планеты Клайду Томбо — 22-летнему фермеру из Канзаса, который только что прибыл в Лоуэлловскую обсерваторию: Слайфера поразили его астрономические рисунки.
Задачей Томбо было систематически снимать участки ночного неба, делая пары изображений с интервалом в две недели. После этого он закладывал оба изображения каждого участка в специальный аппарат — так называемый блинк-компаратор, который, быстро меняя эти изображения, создавал иллюзию быстрого движения любого планетарного тела. Чтобы уменьшить вероятность того, что за новую планету будет воспринят какой-либо объект, который движется быстро (а следовательно, находится ближе), Томбо снимал каждый участок вблизи точки противостояния, то есть противоположной Солнцу, где видимое ретроградное движение объектов, орбиты которых расположены снаружи относительно земной, самое быстрое. Кроме того, он делал третий, контрольный снимок, чтобы устранить любые ложные результаты, вызванные дефектами конкретной пластинки. Томбо решил снять таким образом весь зодиак и не ограничиваться участками, на которые указал Лоуэлл.
На начало 1930 Томбо в своих поисках дошёл до созвездия Близнецов. 18 февраля 1930 года, работая уже в течение целого года и проверив около 2 миллионов звёзд, Томбо разглядел подвижный объект на фотографических пластинах, снятых 23 и 29 января того же года. Фотография низкого качества, снятая 21 января, подтвердила факт движения. Убедившись, что объект движется, Томбо зашёл в кабинет Слайфера и сказал: «Доктор Слайфер, я нашёл вашу планету Икс». Объект находился лишь в шести градусах от одного из двух положений, на которые указывал Лоуэлл; следовательно, можно сказать, что его надежды были оправданы. Вскоре обсерватория получила и другие подтверждающие фотографии. 13 марта 1930 года новость об открытии прислали в Гарвардскую обсерваторию. Позже новый объект нашли на фотографиях, снятых до 19 марта 1915 года. Отчасти решение назвать его Плутоном было обусловлено стремлением почтить память Персиваля Лоуэлла: инициалы его имени образовывали первые две буквы этого слова. После открытия Плутона Томбо продолжал искать другие удалённые объекты в плоскости эклиптики. Он нашёл сотни переменных звёзд и астероидов, а также две кометы, но других планет не открыл.

### Плутон теряет статус планеты X

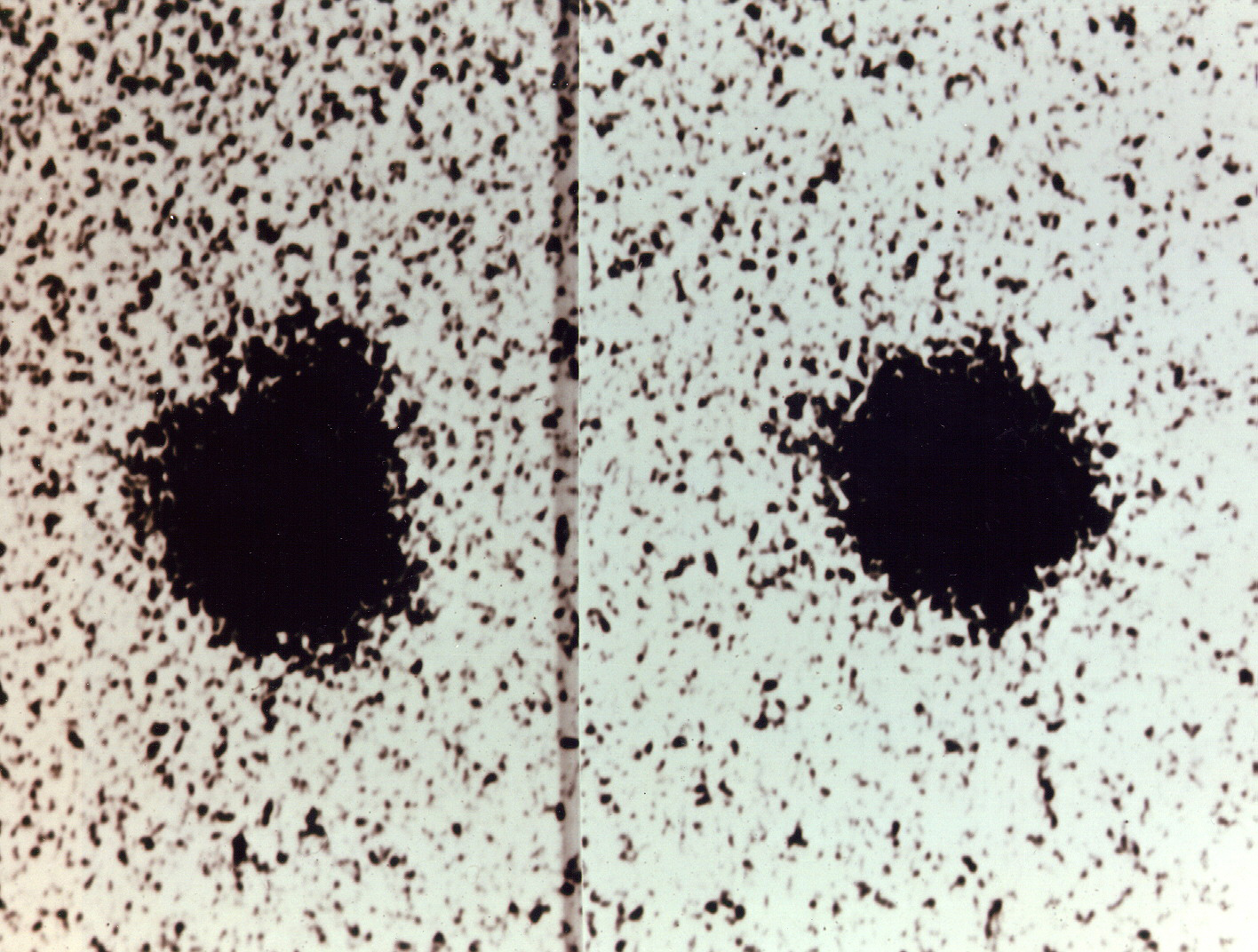
Изображение, на котором был обнаружен Харон

Работников обсерватории разочаровывало и удивляло, что увидеть видимый диск Плутона не удавалось: в телескопах он выглядел точкой, как звезда. Со звёздной величиной 15 он был в шесть раз тусклее, чем прогнозировал Лоуэлл, — то есть был или очень маленький, или очень тёмный. Поскольку астрономы Лоуэлла считали, что Плутон достаточно массивен, чтобы искажать орбиты других планет, они предположили, что его альбедо равно 0,07 (иначе говоря, что он отражает только 7 % падающего на него света) — то есть тёмный, как асфальт, и подобен Меркурию — планете с наименьшим альбедо. При таких характеристиках его диаметр должен составлять около 8000 км, то есть 60 % от земного. Кроме того, в процессе наблюдений оказалось, что орбита Плутона сильно эллиптическая — с гораздо большим эксцентриситетом по сравнению с другими планетами.
Некоторые астрономы отрицали, что Плутон следует считать планетой. Вскоре после его открытия в 1930 году Армин Лейшнер выдвинул предположение, что по причине тусклости и эксцентриситета орбиты его скорее следует считать астероидом или кометой: «Результат Лоуэлла подтверждает большой эксцентриситет, предположение о котором было выдвинуто 5 апреля. Ещё один вариант — большой астероид, орбита которого сильно изменилась вследствие близкого прохождения большой планеты вроде Юпитера, или, возможно, это один из многих долгопериодических планетарных объектов, ещё не открытых, или яркий кометоподобный объект». В 1931 году Эрнест Браун, осуществив математические расчёты, заявил, что объяснить наблюдаемые отклонения орбиты Урана гравитационным воздействием ещё более отдалённой планеты невозможно, а следовательно, предсказание Лоуэлла было «совершенно случайным».
На протяжении всего XX века оценки массы Плутона пересматривались в сторону уменьшения. В 1931 году Николсон и Маялл, исходя из его допустимого воздействия на газовые гиганты, рассчитали его массу и оценили её как соизмеримую массе Земли. В 1949 году на основании измерения диаметра Плутона был сделан вывод, что его размер промежуточный между Меркурием и Марсом, а его масса, вероятнее всего, в десять раз меньше массы Земли. В 1976 году Дейл Крюкшенк, Карл Пилчер и Дэвид Моррисон из Гавайского университета проанализировали спектры поверхности Плутона и определили, что он должен содержать метановый лёд — сильно блестящее вещество. Это означало, что Плутон — не только не тёмное, а наоборот, чрезвычайно яркое тело, а потому его масса вряд ли больше 0,01 массы Земли.
| Год  | Масса (в массах Земли) | Примечания                  |
| ---- | ---------------------- | --------------------------- |
| 1931 | 1                      | Николсон и Маялл            |
| 1948 | 1/10                   | Койпер                      |
| 1976 | 1/100                  | Крюкшенк, Пилчер и Моррисон |
| 1978 | 1/500                  | Кристи и Харрингтон         |

В конце концов масса Плутона была определена в 1978 году, когда американский астроном Джеймс Кристи открыл его спутник Харон. Это открытие дало ему вместе с Робертом Харринготном из Военно-морской обсерватории США возможность измерить массу системы Плутон-Харон непосредственно — путём наблюдения орбитального движения спутника вокруг планеты. По их измерениям, масса Плутона составляет 1,31 × 1022 кг: это примерно 1/500 часть массы Земли или 1/6 Луны. Эта величина намного меньше той, которой можно было бы объяснить наблюдаемые отклонения орбит внешних планет. Итак, «предсказание» Лоуэлла оказалось случайным: если планета Икс существует, то это точно не Плутон.

### Дальнейшие поиски планеты X
После 1978 года многие астрономы продолжали поиски лоуэлловской планеты Икс и были убеждены, что, поскольку Плутон осуществить эту «миссию» не смог, это означает, что орбиты внешних планет искажает невидимая десятая планета.
В 1980-х и 1990-х годах Роберт Харрингтон провёл исследование с целью определить реальную причину наблюдаемых отклонений. По его расчётам, любая «планета Икс» должна быть примерно втрое дальше от Солнца, чем Нептун; её орбита должна быть с очень высоким эксцентриситетом и сильно наклонённой к эклиптике — под углом примерно 32 к орбитальной плоскости других известных планет. Эта гипотеза получила смешанные отзывы. Известный противник существования планеты Икс Брайан Марсден из Центра малых планет Гарвардского университета отметил, что отклонения, о которых идёт речь, в сотни раз меньше тех, о которых говорил Леверье, и их легко объяснить ошибками наблюдения.
В 1972 году Джозеф Брейди из Ливерморской национальной лаборатории исследовал отклонения в движении кометы Галлея. Брэйди заявил, что они могут быть обусловлены планетой размером с Юпитер, которая вращается вокруг Солнца за орбитой Нептуна, на расстоянии 59 а. е., и имеет ретроградную орбиту. Впрочем, и Марсден, и сторонник существования планеты Икс Кеннетт Зидельманн (P. Kenneth Seidelmann) встретили эту гипотезу в штыки, утверждая, что комета Галлея случайно и нерегулярно выпускает струи вещества, которые вызывают изменение её орбитальной траектории, а также что такой массивный объект, как планета Икс по версии Брейди, должен был бы существенно искажать орбиты известных внешних планет.
В 1983 году космическая обсерватория IRAS (хотя её задачей не является поиск планеты X) ненадолго спровоцировала сенсацию сообщением о «неизвестном объекте», который сначала охарактеризовали как «возможно, соизмеримый по размеру с гигантской планетой Юпитер и достаточно близкий, чтобы быть частью Солнечной системы». «Все, что я могу сказать, это то, что мы не знаем, что это» — сказал в интервью газете The Washington Post Герри Ниугбауер (Gerry Neugebauer), ведущий сотрудник программы IRAS. При дальнейшем анализе оказалось, что девять из неопределённых объектов были далёкими галактиками, а десятый — «межзвёздным облаком»; ни один из объектов не принадлежал к Солнечной системе.
В 1988 году Джексон и Киллен провели исследование стабильности резонанса Нептун-Плутон путём моделирования движения планет при наличии «планет Икс» различных масс и на разных расстояниях от Плутона. Орбиты Нептуна и Плутона находятся в резонансе 3:2, который делает невозможным их столкновение и даже приближение друг к другу, хотя Плутон иногда подходит к Солнцу ближе, чем Нептун. Выяснилось, что чтобы разорвать этот резонанс, масса гипотетического объекта-суперземли должна превышать 5 масс Земли, при этом диапазон возможных параметров довольно широкий, в результате чего за орбитой Плутона может существовать большое количество космических тел, наличие которых никак не влияет на этот резонанс. Чтобы определить влияние такого тела на стабильность резонанса Нептун-Плутон, было спрогнозировано развитие четырёх тестовых орбит трансплутоновой планеты на интервалах в миллионы лет. Выяснилось, что планеты за Плутоном, которые имеют массы от 0,1 до 1,0 масс Земли и вращаются вокруг Солнца на расстоянии соответственно 48,3 и 75,5 а. е., не влияют на резонанс 3:2. Тестовые планеты с массой 5 масс Земли и большими полуосями 52,5 и 62,5 а. е. искажают аргумент перигелия либрации Плутона (четыре миллиона лет).
Харрингтон умер в январе 1993 года, так и не найдя планету Икс. За полгода до этого Майлз Стэндиш, проанализировав данные, полученные во время пролёта «Вояджера-2» мимо Нептуна в 1989 году, произвёл расчёт его общей массы. Она оказалась на 0,5 % меньше по сравнению с предыдущими расчётами: эта величина соизмерима с массой Марса. После этого он повторно рассчитал гравитационное воздействие Нептуна на Уран. Когда уточнённую массу Нептуна применили в эфемеридах развития Лаборатории реактивного движения (JPL), все несоответствия орбиты Урана, а вместе с ними и необходимость в существовании планеты X как объясняющей возмущения движения Урана и Нептуна, исчезли. В траекториях движения космического зонда (Пионер-10, Пионер-11, Вояджер-1, Вояджер-2) не наблюдается никаких отклонений, наличие которых можно было бы объяснить гравитационным влиянием большого неоткрытого объекта внешних областей Солнечной системы. Сегодня большинство астрономов соглашаются, что планеты Икс, какой её видел Лоуэлл, его предшественники и последователи, не существует.

## Открытие других транснептуновых объектов
После открытия Плутона и Харона никаких транснептуновых объектов (ТНО) не находили до 1992 года, когда был открыт (15760) 1992 QB1. С тех пор наблюдались сотни таких объектов. Большинство из них считаются частью пояса Койпера: это группа ледяных тел, вращающихся вокруг Солнца вблизи плоскости эклиптики вне орбиты Нептуна. Хотя ни один из них не достиг размера Плутона, некоторые из этих удалённых транснептуновых объектов, в частности, Седну, в СМИ первоначально подавали как «новые планеты».
В 2005 году астроном Майкл Браун со своей командой объявил об открытии объекта 2003 UB313 (который позже получил название «Эрида» в честь греческой богини распрей и раздора) — транснептунового объекта, который оказался немного больше Плутона. Вскоре после этого в пресс-релизе Лаборатории реактивного движения NASA он был представлен как «десятая планета». Впоследствии выяснилось, что по размеру Эрида меньше Плутона, но тяжелее.
Эриду никогда официально не классифицировали как планету. Согласно определению планеты, принятому в 2006 году, и Эрида, и Плутон считаются не планетами, а карликовыми планетами, поскольку они «не очистили своё окружение»: они вращаются вокруг Солнца не самостоятельно, а как часть группы тел сравнимых размеров. Плутон считался второй по величине карликовой планетой после Эриды, однако по данным, полученным с АМС «Новые горизонты» в июле 2015 года, Плутон слегка больше Эриды и является самым крупным из известных сегодня транснептуновых объектов.
Некоторые астрономы, из которых наиболее известен Алан Стерн, руководитель New Horizons — миссии NASA к Плутону, — говорят, что определение МАС неуместно и Плутон и Эрида, а также все крупные транснептуновые объекты — например, Макемаке, Седну, Квавар и Варуну — следует считать планетами. Впрочем, открытие Эриды не реабилитировало теорию о существовании планеты Икс, поскольку размер Эриды очень мал, чтобы оказывать какое-либо влияние на орбиты внешних планет.

## Предположения о влиянии транснептуновых планет на транснептуновые объекты
Хотя большинство астрономов уверены, что лоуэлловской планеты Икс не существует, есть и немало сторонников гипотез, что большая неоткрытая «планета Икс» производит ощутимое гравитационное воздействие на внешние области Солнечной системы (включая многочисленные открытые транснептуновые объекты) — но воздействие, масштаб и сущность которого значительно отличается от того, какое видел Лоуэлл.

### Седна
После открытия Седны возникла необходимость объяснить, как могло образоваться тело с такой удивительной орбитой. Её перигелий находится на таком большом расстоянии от Солнца (приблизительно 75 а. е.), что ни один известный механизм не позволяет его объяснить. В частности, он лежит слишком далеко от орбит планет: гравитация Нептуна неспособна произвести на него заметное влияние. Гипотезы, объясняющие орбиту Седны, предполагают, что её сформировала гравитация звезды, приближавшейся к Солнцу в прошлом, то есть что Седна была «выхвачена» из другой планетной системы или её «вытянуло» на такую отдалённую орбиту притяжением неизвестной транснептуновой планеты. Очевидным способом определить перипетии орбиты Седны является открытие в той же области многих других объектов, орбитальные конфигурации которых предоставили бы факты, на основании которых можно было бы выяснить их прошлое. Если Седну «забросила» на её нынешнюю орбиту транснептуновая планета, то и другие объекты, найденные в той области, должны иметь соизмеримый перигелий (около 80 а. е.).
В 2014 году астрономы объявили об открытии 2012 VP113 — крупного объекта с перигелием около 80 а. е. и периодом обращения более 4200 лет, похожего по параметрам орбиты на Седну. Этот факт стал основанием для предположений о существовании потенциальной транснептуновой планеты. Астрономы из института науки Карнеги Трухильо и Шеппард утверждали, что сопоставление аргументов перигелия VP113 и других отдалённых транснептуновых объектов свидетельствует в пользу существования суперземли или газового гиганта с массой от 2 до 15 земных неподалёку от плоскости эклиптики на расстоянии 200—300 а. е., что, впрочем, не подтверждается некоторыми дальнейшими расчётами-ограничениями о крупных ТНО (см.ниже).
Майкл Браун — даже безотносительно данных о гравитационном влиянии — утверждал, что сама по себе 12-тысячелетняя орбита Седны уже предусматривает вероятность существования за орбитой Нептуна планет размером с Землю. Орбита Седны имеет столь большой эксцентриситет, что вблизи Солнца, где её несложно наблюдать, она проводит лишь небольшую часть своего орбитального периода. Это означает, что, если её открытие не было совпадением невероятных обстоятельств, вероятно, существует весьма большая группа объектов, соизмеримых по размерам с Седной, могущих наблюдаться в области, где проходит её орбита. Майкл Браун, первооткрыватель Седны, сказал в своей лоуэлловской лекции 2007 года: «Размер Седны составляет три четверти размера Плутона. Если [там] есть 60 тел размером с три четверти Плутона, то, вероятно, там найдётся 40 тел размером с Плутон… А если там есть 40 тел размером с Плутон, там, наверное, найдётся 10 тел, вдвое больших Плутона, три-четыре тела, втрое больших Плутона, а большее из этих тел… вероятно, по размерам такое, как Марс или Земля». Однако, отметил он, если бы такой объект был найден, и даже если бы по размерам он был такой, как Земля, по нынешнему определению его всё равно считали бы карликовой планетой, поскольку он «недостаточно очистил своё окружение».

### Провал Койпера
Обсуждение возможной транснептуновой планеты активно велись также вокруг так называемого «провала Койпера». Пояс Койпера внезапно обрывается на расстоянии 48 а. е. от Солнца. Выдвигались предположения, что этот неожиданный обрыв может объясняться наличием объекта с массой, как у Марса или Земли, который вращается вокруг Солнца на расстоянии 48 а. е. Если на круговой орбите на расстоянии 60 а. е. вокруг Солнца вращалась бы марсоподобная планета, конфигурация транснептуновых объектов не отвечала бы наблюдаемой. В частности, количество плутино значительно уменьшилось бы. Астрономы не исключают возможности существования ещё более массивной, землеподобной планеты с эксцентриситетом наклонённой орбиты на расстоянии более 100 а. е. Компьютерные модели, представленные Патриком Ликавкой из Университета Кобе, свидетельствуют, что наличием тела с массой от 0,3 до 0,7 земной, которое было вытолкнуто Нептуном в начале формирования Солнечной системы и сейчас движется удлинённой орбитой на расстоянии от 101 до 200 а. е. от Солнца, можно было бы объяснить существование провала Койпера и некоторых обособленных объектов, таких как Седна и 2012 VP113. Хотя некоторые астрономы осторожно поддерживают такие соображения, другие отвергают их как «мнимые».

## Планета X по современным гипотезам
В настоящее время продолжают существовать, выдвигаться и проверяться пока ещё не имеющие общепризнанных научных подтверждений несколько гипотез о существовании крупных транснептуновых планет: т. н. Девятой планеты, Тюхе и других вариантов Планеты X, а также погасшей звезды-компаньона Солнца Немезиды.
В настоящее время символ «X» в термине означает икс, — «неизвестность», — от названия неизвестной величины, обозначаемой этой буквой в математике. Со времён обнаружения Плутона и до тех пор, пока он считался девятой планетой, термин по римскому числу X (10) одновременно расшифровывался и как «десятая планета». Однако, возможно, изначальное название «Планета X» происходит от теоретических расчётов предполагаемого существования неизвестных планет Персиваля Лоуэлла, которые были названы им «X1» и «X2» соответственно.

### Гипотезы о Планете Х

#### Ранние гипотезы Транснептуновой планеты Лоуэлла и других
В 1840-е годы Урбен Леверье с помощью ньютоновой механики предсказал положение тогда ещё не открытой планеты Нептун на основе анализа возмущений орбиты Урана. В течение XIX века высказывалось несколько предположений о существовании новой планеты, поскольку наблюдения за новооткрытым Нептуном заставили астрономов предположить, что, помимо него, влияние на орбиту Урана оказывает и другой массивный объект.
В 1906 году Персиваль Лоуэлл инициировал обширный проект по поиску девятой планеты Солнечной системы, которой он дал имя «Планета X». Он основывался на том же предположении, что неизвестная планета влияет на орбиту Урана. Области, в которых могла находиться «планета X» были им названы «X1» и «X2». В результате систематических поисков, в 1930 году Клайд Томбо в Ловелловской обсерватории обнаружил Плутон, орбита которого оказалась чрезвычайно близка к решению «X1» Лоуэлла. Однако впоследствии выяснилось, что реальная масса Плутона намного меньше предсказанной Лоуэллом, поэтому он не мог производить тех возмущений в движении Урана и Нептуна, на основании которых было получено решение «X1». Таким образом, открытие Плутона вблизи предсказанного Ловеллом положения явилось чистой случайностью, и вопрос о существовании «планеты X» остался открытым. Многолетние попытки обнаружить эту планету (в том числе и наблюдения самого К. Томбо на Ловелловской обсерватории до 1943 года) не привели к обнаружению новой планеты.
В 1970-х — 1980-х годах вновь были высказаны несколько предположений существования сравнительно недалёкой транснептуновой планеты X, однако все они подтверждения не нашли.
Во время прохождения «Вояджера-2» около Нептуна в 1989 году были получены данные, по которым его общая масса была пересмотрена в сторону уменьшения на 0,5 %, что позволило использовать эти данные для перевычисления гравитационного воздействия Нептуна на Уран. В результате исчезли несоответствия в орбите Урана, а с ними и надобность в Планете X как объясняющей возмущения движения Урана и Нептуна.
Проведённое в 2011 году в Юго-Западном университете США компьютерное моделирование эволюции Солнечной Системы продемонстрировало, что нынешняя её конфигурация может быть достигнута только при наличии в далёком прошлом пятой планеты-гиганта, размерами и массой напоминающей Уран или Нептун. Согласно расчётам, планета была выброшена за пределы Солнечной Системы примерно через 600 млн лет после её рождения. Возможно, она не покинула систему окончательно, а просто перешла на очень удалённую орбиту.

#### Гипотеза Тюхе
В 2010 году американские астрофизики Джон Матис (John Matese) и Даниэль Уитмайр (Daniel Whitmire) из университета Луизианы заявили, что обнаружили планету, в несколько раз превышающую по размерам Юпитер.
По этим предположениям, Тюхе — газовый гигант, расположенный на границе Облака Оорта Солнечной системы. Вращается по традиционной для планет Солнечной системы орбите. Расстояние от Солнца до Тюхе — 30 тысяч а. е. Температура на Тюхе очень низка. Предполагалось, что увидеть объект сможет только орбитальный инфракрасный телескоп WISE, официальное предназначение которого — поиск новых небесных тел в Солнечной системе.
Астрофизики Матс и Уитмайр упоминали, что у них якобы имеются снимки, сделанные телескопом WISE, которые они обещали опубликовать к концу 2011 года, но так этого и не сделали, и эта гипотеза пока не получила официального признания.
В марте 2014 года, после анализа данных, полученных телескопом WISE, было объявлено, что на расстоянии до 10 тысяч астрономических единиц от Солнца нет никаких неизвестных объектов размером с Сатурн или больше него, а на расстоянии до 26 тысяч а. е. от Солнца нет никаких неизвестных объектов размером с Юпитер или больше него.

#### Вариантные предположения Родни Гомеса
В 2012 году Родни Гомес из Национальной обсерватории Бразилии смоделировал орбиты 92 объектов Пояса Койпера и обнаружил, что шесть из этих орбит удлинились гораздо сильнее, чем предполагала модель. Он пришёл к выводу, что самым простым объяснением этого является гравитационное воздействие удалённой планеты размером с Нептун на расстоянии 1500 а. е. или с Марс на расстоянии 53 а. е.

#### Гипотеза испанских учёных о двух суперземлях
В 2014 году группа испанских учёных Мадридского университета проанализировала особенности орбит транснептуновых объектов и, на основе механизма Козаи (резонанса Лидова—Козаи), предположила возможность существования за орбитой Нептуна двух неизвестных планет: суперземли массой 10 масс Земли на расстоянии ок. 250 а. е. и более удалённой планеты с массой в диапазоне от массы Марса до массы Урана. В 2016 году они снова предположили существование за пределами орбиты Плутона двух крупных суперземель, проведя компьютерное моделирование динамики 7 транснептуновых объектов ((90377) Седна, (148209) 2000 CR105, 2004 VN112, 2007 TG422, 2010 GB174, 2012 VP113, 2013 RF98) с использованием метода Монте-Карло.

#### Гипотеза суперземли-пастуха учёных института науки Карнеги
В 2014—2015 годах астрономы из института науки Карнеги Чедвик Трухильо и Скотт Шеппард также по эффекту Козаи предположили, что в Солнечной системе за орбитой Нептуна в нескольких сотнях а. е. от Солнца может находиться суперземля, выполняющая роль планеты-пастуха для Седны и другого транснептунового объекта 2012 VP113, а также ограничителя Провала Пояса Койпера.

#### Гипотеза Брауна и Батыгина о газово-ледяном гиганте
Учёные Калифорнийского технологического института Майкл Браун (первооткрыватель многих транснептуновых объектов и карликовых планет) и Константин Батыгин в 2016 году высказали гипотезу о существовании Девятой планеты с массой многократно больше Земли, находящейся от Солнца в 20 раз дальше, чем Нептун. По мнению этих исследователей, как и в других гипотезах о планетах-пастухах, расположение орбит ряда объектов Пояса Койпера можно объяснить наличием массивного небесного тела.
Их расчёты были опубликованы в январе 2016 года в Astronomical Journal, согласно им гипотетическая планета-суперземля с массой порядка 10 земных является газовым (газово-ледяным) гигантом и имеет период обращения примерно в 15 тысяч лет и необычно вытянутую эллиптическую орбиту с перигелием около 200 а. е. и апогелием до 1200 а. е.
Новости о данном исследовании публиковались издателями Nature и Science и множеством непрофильных СМИ. Хотя точных предсказаний положения планеты расчёты пока не дают, планируется проведение многолетнего поиска телескопами Subaru (Гавайи) и Large Synoptic Survey Telescope (планируется что телескоп начнёт работу в 2022 году в Чили).
В 2019 году авторы гипотезы уточнили, что Девятая планета это сверхземля с массой равной 5 массам Земли, большая полуось её орбиты составляет 400 а. е., она делает оборот вокруг Солнца примерно за 10 тыс. лет.

#### Гипотеза Кэтрин Волк и Рену Малхорта
Астрономы Кэтрин Волк и Рену Малхорта из Университета Аризоны в 2017 году изучили наклонение плоскости орбиты у более, чем 600 объектов пояса Койпера и пришли к выводу, что на отклонения орбит у объектов внешней части пояса Койпера (50—80 а.е.) оказывает влияние планета массой примерно равной массе Марса, вращающаяся на расстоянии 60 а.е. от Солнца по орбите с наклонением 8°. Астрономы надеются, что эту планету сможет открыть телескоп LSST.

#### Патрик София Ликавка и Такаси Ито
Патрик София Ликавка и Такаси Ито из Университета Киндай и Национальной астрономической обсерватории Японии рассчитали,что орбиты транснептуновых объектов могут указывать на существование неоткрытой планеты во внешней Солнечной системе — планета землеподобного типа массой 1,5–3 массы Земли, с большой полуосью 250–500 а.е., перигелием 200 а.е. и наклонением 30° может объяснить три фундаментальных свойства далёкого пояса Койпера: значительную популяцию ТНО с орбитами за пределами гравитационного влияния Нептуна (то есть отдельные объекты с перигелием > 40 а.е., значительную популяцию объектов с высоким наклонением (i > 45°), а также существование некоторых экстремальных объектов с пекулярными орбитами, например Седны.

### Факты
- Космические аппараты «Пионер-10» и «Пионер-11» при приближении к внешней границе Солнечной системы в XXI веке отклонились от планируемой траектории, рассчитанной по данным о гравитации известных небесных тел. Величина и направление отклонения у обоих аппаратов совпадают (Эффект «Пионера»). Однако причиной этого оказалось не наличие неизвестной планеты, а сила отдачи, связанная с анизотропным испусканием теплового излучения самими аппаратами[61].
- Есть также ряд других расчётов и предположений об ограничениях размеров и удалённости возможных крупных транснептуновых планет.

## Ограничения и противопредположения о существовании крупных транснептуновых планет
По основанным на наблюдательных данных расчётам 2009 года ряда астрономов, исключается возможность существования тел размером с Марс на дистанции ближе чем 300 а. е. от Солнца.
По расчётам 2014 года астронома Лоренцо Иорио выявлены ограничения: минимальное расстояние для объекта с массой 2 земных (суперземли) — 496—570 а. е., а для объекта (газового гиганта) с массой 15 земных — 970—1111 а. е.
В марте 2014 года, после анализа данных, полученных инфракрасным орбитальным телескопом WISE (запущенного на околоземную орбиту в декабре 2009 г. для в том числе поиска новых небесных тел в Солнечной системе), было объявлено, что на расстоянии до 10 тысяч астрономических единиц от Солнца нет никаких неизвестных объектов размером с Сатурн или больше его, а на расстоянии до 26 тысяч а. е. от Солнца нет никаких неизвестных объектов размером с Юпитер или больше его.
Антраник Сефилян из Кембриджского университета и Джихад Тоума из Американского университета в Бейруте рассчитали, что необычные орбиты некоторых транснептуновых объектов объясняются влиянием гравитации небольших объектов, составляющих диск за пределами орбиты Нептуна, при условии, что суммарная масса объектов пояса Койпера и рассеянного диска составляет не менее 10 масс Земли.
Астрономы Крис Седжвик и Стивен Сержант (Chris Sedgwick and Stephen Serjeant) в своей работе на основании данных телескопов IRAS и AKARI нашли 535 кандидатов в пределах масс от 0,02 массы Юпитера (6 земных масс) до 0,36 массы Юпитера (110 земных масс)  на расстоянии от 700 до 8000 а. е., ни один из которых при ручной проверке не подтвердился.

### Олигархическая теория образования планет
Согласно олигархической теории образования планет, на начальных этапах жизни Солнечной системы существовали сотни объектов планетарного размера — так называемые «олигархи». В 2005 году астроном Юджин Чанг выдвинул предположение, что, хотя некоторые из этих «олигархов» впоследствии превратились в современные планеты, большинство из них было выброшено наружу в результате гравитационных взаимодействий. Некоторые вообще покинули Солнечную систему и превратились в странствующие межзвёздные планеты, тогда как другие сместились в гало, которое окружает Солнечную систему, и получили орбиты с периодами обращения в миллионы лет. Это гало раскинулось на расстоянии от 1000 до 10000 а. е. от Солнца — то есть от одной тридцатой до трети расстояния до облака Оорта.